# Rèquiem (Fauré)
El Rèquiem en re menor, op. 48, és un rèquiem compost per Gabriel Fauré entre 1887 i 1890. La peça es va estrenar en la seva primera versió el 16 de gener de 1888 a Església de la Madeleine de París per a una missa fúnebre. Una representació dura uns 35 minuts.
L'escenari coral-orquestral de la missa catòlica abreujada per als difunts en llatí és la més coneguda de les seves grans obres. El seu enfocament se centra en el descans etern i la consolació. Les raons de Fauré per compondre l'obra no són clares, però no semblen tenir a veure amb la mort dels seus pares a mitjans de la dècada de 1880. Va compondre l'obra a finals dels anys 1880 i la va revisar als anys 1890, acabant-la l'any 1900.
En set moviments, l'obra està escrita per a solistes de soprano i baríton, cor mixt, orquestra i orgue. A diferència de les composicions típiques del Rèquiem, la seqüència completa del Dies irae s'omet, substituït per la secció Pie Jesu. El moviment final In Paradisum es basa en un text que no forma part de la litúrgia de la missa funerària sinó de l'⁣enterrament.
Fauré va escriure sobre l'obra: «Tot el que vaig aconseguir entretenir en forma d'il·lusió religiosa ho vaig posar al meu Rèquiem, que, a més a més, està dominat de principi a fi per un sentiment molt humà de fe en el descans etern».

## Història
Les raons de Fauré per compondre el Rèquiem són incertes. Un possible impuls podria haver estat la mort del seu pare el 1885, i la mort de la seva mare dos anys més tard, la nit de Cap d'Any de 1887. Tanmateix, en el moment de la mort de la seva mare ja havia començat l'obra, sobre la qual més tard va declarar: «El meu Rèquiem no es va escriure per a res: per plaer, si ho puc anomenar així!» La primera música composta inclosa en el Rèquiem és la Libera me, que Fauré va escriure el 1877 com a obra independent.

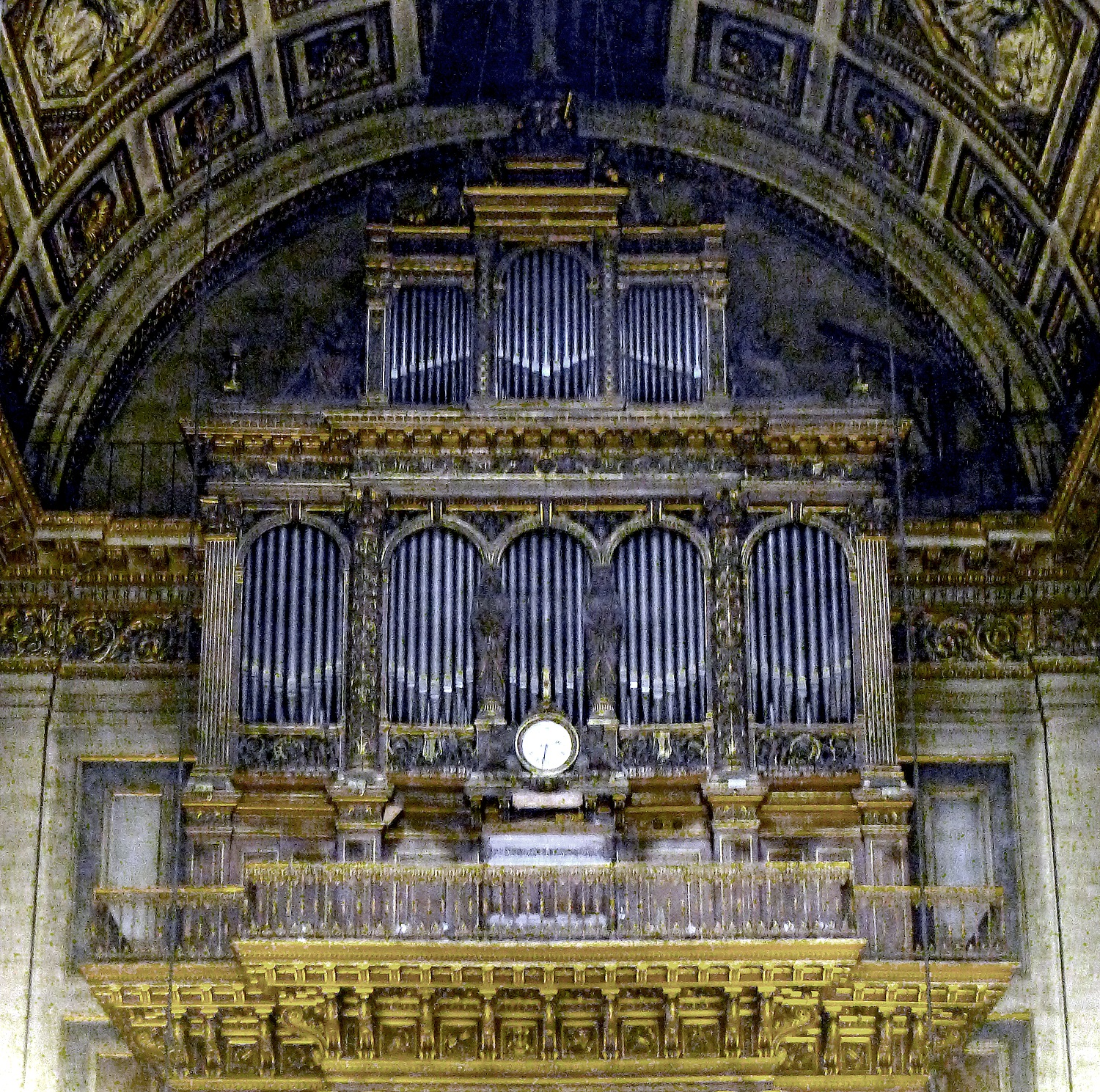
L'orgue d'⁣Aristide Cavaillé-Coll a La Madeleine, París, on es va interpretar per primera vegada la primera versió del Rèquiem

El 1887–1888, Fauré va compondre la primera versió de l'obra, que va anomenar "Un petit Requiem" amb cinc moviments (Introit i Kyrie, Sanctus, Pie Jesu, Agnus Dei i In Paradisum), però no va incloure el seu Libera me. Aquesta versió es va estrenar el 16 de gener de 1888 per al funeral de Joseph Lesoufaché, un arquitecte, a La Madeleine, París. El compositor va dirigir l'obra i el solista amb la veu aguda va ser Louis Aubert.
El 1889, Fauré va afegir la secció Hostias de l'Ofertori i el 1890 va ampliar l'Ofertori i va afegir el Libera me de 1877. Aquesta segona versió es va estrenar el 21 de gener de 1893, de nou a la Madeleine amb Fauré a la direcció. Les autoritats de l'església no admetien cantants femenines i insistien en els coristes i solistes aguts i alts; Fauré va compondre l'obra tenint en compte aquestes veus, i les va haver d'emprar per a les seves actuacions a la Madeleine, però a la sala de concerts, sense restriccions eclesiàstiques, va preferir les cantants per a les parts corals superiors i el solo del Pie Jesu.
El 1899–1900, la partitura va ser reelaborada per a orquestra completa. Aquesta versió final es va estrenar al Trocadéro de París el 12 de juliol de 1900, durant l'⁣Exposició Universal. Paul Taffanel va dirigir un conjunt de 250 intèrprets.
El compositor va dir de l'obra: "Tot el que vaig aconseguir alimentar en termes d'il·lusió religiosa ho vaig posar al meu Rèquiem, que, a més, està dominat des del principi fins al final per un sentiment molt humà de fe en el descans etern". Va dir a un entrevistador:
| « | S'ha dit que el meu Rèquiem no expressa la por a la mort i algú l'ha anomenat una cançó de bressol de la mort. Però és així com veig la mort: com un alliberament feliç, una aspiració cap a la felicitat a dalt, més que com una experiència dolorosa. La música de Gounod ha estat criticada per la seva inclinació cap a la tendresa humana. Però la seva naturalesa el predisposava a sentir d'aquesta manera: l'emoció religiosa prenia aquesta forma dins d'ell. No és necessari acceptar la naturalesa de l'artista? Quant al meu Rèquiem, potser també he buscat instintivament escapar del que es considera correcte i apropiat, després de tots els anys d'acompanyar serveis funeraris amb l'orgue! M'ho sé tot de memòria. Volia escriure quelcom diferent. | » |

El 1924 el Rèquiem, en la seva versió orquestral completa, es va interpretar al funeral del mateix Fauré.

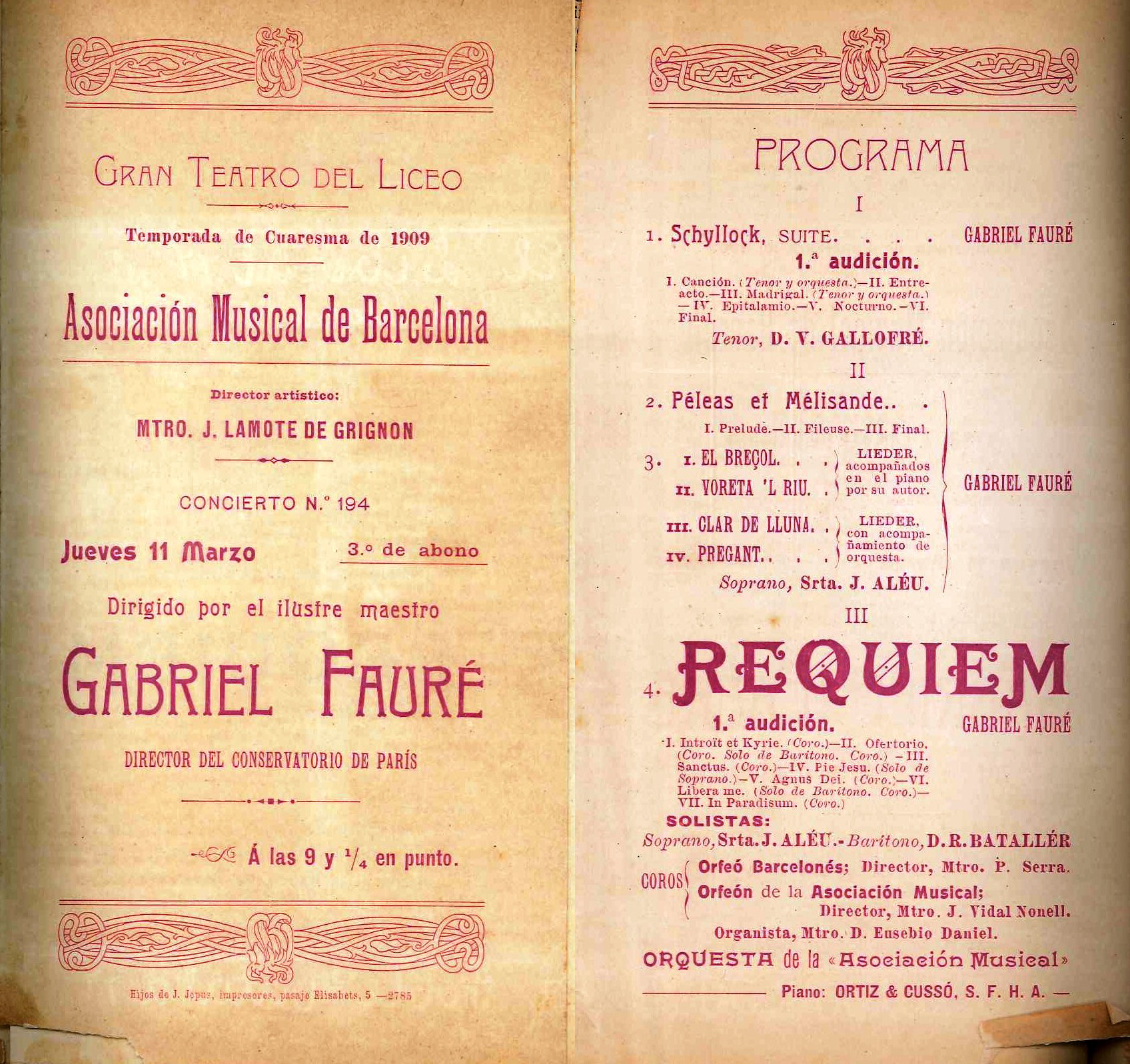
Programa de l'estrena a Barcelona l'11 de març de 1909

La primera audició a Barcelona tingué lloc l'11 de març de 1909, en un concert dirigit pel mateix Fauré i celebrat al Gran Teatre del Liceu, amb la participació de l'Orfeó Barcelonès i el cor de l'Associació Musical de Barcelona, que en fou l'entitat organitzadora.Avui s'interpreten indiferentment -però de manera diferenciada en els programes- la versió de cambra de 1893 (que compta amb una versió revisada per John Rutter) i la de gran orquestra del 1901. Tot i que Fauré és reconegut com un dels mestres de la mélodie francesa, segurament que aquesta obra és la que li ha donat la seva màxima projecció internacional.
El Rèquiem de Fauré és una obra inusual entre les altres aportacions al gènere, més propenses en general a incidir en l'aspecte dramàtic del moment d'enfrontar a la mort. El de Fauré, en canvi, resulta esperançador i reconciliador, sempre d'acord amb la idea de la mort que el seu autor defensava. Així, ell mateix entenia aquest instant com "una feliç alliberament en lloc d'una experiència dolorosa" i per això afirmava que el seu Rèquiem era tendre -"tan tendre com ho sóc jo mateix" li va escriure a Ysaÿe una vegada-, o fins i tot "una cançó de bressol sobre la mort". Per això, a primera vista podria semblar que aquesta obra va sorgir com un oasi entre la resta. No obstant això, i sense abandonar el país gal, si s'analitza la producció d'altres èpoques, s'observa que hi ha una tendència, més o menys definida, que es caracteritza per un acostament més reconfortant cap al moment irrevocable de la pèrdua. En aquest sentit, i obviant el que va compondre Berlioz -potser l'antítesi més evident-, ja havien vist la llum altres rèquiem en els dos segles anteriors amb un enfocament similar: el de Pierre Tabart al segle xvii i el d'André Campra en el XVIII. Ambdós poden ser considerats com els antecessors d'una tendència que continuaria el XX amb Maurice Duruflé i Alfred Desenclos.
Allunyat del tot de la trompeteria del Judici Final i el plor desesperançat de les ànimes condemnades, el de Fauré és un Rèquiem obert a l'esperança i la salvació. Cert que el seu Introito, en re menor (mateixa tonalitat que el de Mozart), presenta inicialment l'aspecte tenebrista i llòbrec del descans etern més a l'ús, però progressivament es va imposant un to més serè, també més vitalista. Pocs Agnus Dei resulten tan dolços com el d'aquesta obra i el mateix final: In paradisum, introduït a canvi de la seqüència Dies Irae, confirma la intenció gens condemnatòria de l'autor. L'halo que cobreix les seves línies com una pacificadora boira, amb aquest misteri agre dels acords concebuts inequívocament per al pianissimo, ens parlen molt més d'Impressionisme que de Romanticisme.

## Moviments

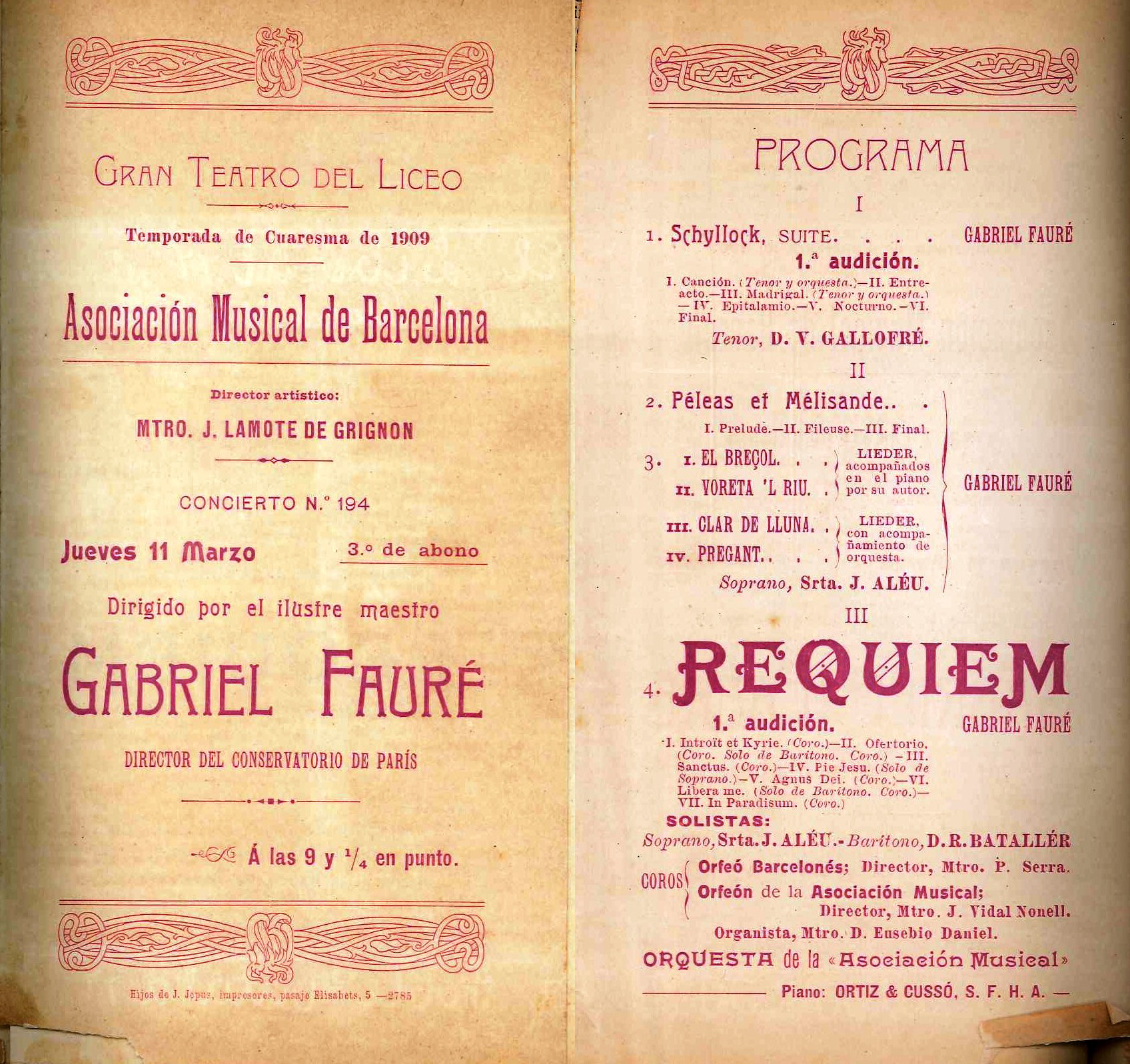
Programa de la primera audició del Rèquiem de Fauré al Liceu de Barcelona (1909) dirigit pel mateix compositor

Fauré va canviar l'ordre litúrgic que fins llavors era tradicional en aquestes composicions, descartant la Sequence i afegint In Paradisum. Fins i tot va modificar la lletra, ometent les parts que considerava que no encaixaven amb el que necessitava expressar, així la seva obra consta de:
- I. Introït et Kyrie
- II. Offertoire
- III. Sanctus
- IV. Pie Jesu
- V. Agnus Dei et Lux Aeterna
- VI. Libera Me
- VII. In Paradisum

L'obra comença amb l'Introït et Kyrie, lent, solemne, profund, pianissimo, que es dulcifica amb l'entrada dels tenors, molt expressiva, seguida de les sopranos cantant molt dolçament per arribar al forte amb tot el cor exclamant ex audi! I després, del Kyrie eleison, on juga amb el crescendo, acaba de nou amb un pianissimo, gairebé un murmuri.
L'Offertoire comença amb una melodia harmoniosa i alhora solemne perquè les contralts es llueixin a l'entrada, seguides dels tenors. Però el gran canvi sorgeix per donar entrada al baríton. Aquí canvia tot i passem a compàs tres per quatre mentre el baríton canta una melodia amb poques variacions en les notes, el que li dona tensió i, malgrat sembla fàcil d'executar, és una peça exigent i complicada.
En el Sanctus desapareixen les contralts. Comencen les sopranos que són contestades tant per tenors com pels baixos, executant la peça en piano i pianissimo, fins a l'Hosanna, moment cim en què el fortissimo trenca amb tot per tornar, a poc a poc, a apagar-se fins a un pianissimo, tot un contrast que plena de bellesa musical l'ambient.
El Pie Jesu no abandona la dolçor en el cant i fins i tot exigeix a la soprano pocs harmònics, però et porta de la seva mà a gaudir del plaer celestial etern, tota una delícia.
Agnus Dei, com tot en aquesta obra, comença dolç i melodiós, però juga amb canvis profunds en la melodia i aprofita modulant entre forte i piano per donar una solemnitat serena i gens terrorífica que ens dirigeix cap al Lux Aeterna on juga amb les veus del cor i sobretot amb els divisis de baixos i tenors, aconseguint una "simfonia" de sons que arriba al més profund del cor. Després talla tota la creació fins al moment i torna a repetir l'Introitus (encara que amb certes variacions en les veus) per acabar.
Libera me és el compendi de diversos arranjaments que Fauré va realitzar, i va ser en el 1893 quan va afegir el baríton i va aconseguir superar les seves anteriors versions. Força, súplica i serenitat és el que ens transmet aquesta veu, de vegades dolça, de vegades poderosa i sincera que es deixa acompanyar pel cor que, entre jocs amb els pianos i fortes ens eleven inconscientment a una súplica gens desesperada, al contrari, per continuar cantant com el baríton fins a emocionar al final quan arriba al Libera me domine.
I per si tot això era poc per donar suport a la creença de Fauré, que la mort era un simple pas, gens traumàtic, sinó una feliç alliberament, acaba el seu Rèquiem amb In paradisum, una peça plena d'ànima i sentit que ens fa sentir el plaer d'estar en aquell lloc que tots desitjaríem després de la nostra mort. Al final, el cor entona un dolç pianissimo aeternam habeas requiem.